# 千葉北警察署
千葉北警察署（ちばきたけいさつしょ）は、千葉県警察が管轄する警察署。署長は警視。

## 所在地
- 千葉市稲毛区長沼原町199番地1

## 管轄区域
- 稲毛区の一部（千葉県千葉西警察署の管轄区域を除く）
- 花見川区の一部（千葉県千葉西警察署の管轄区域を除く）

## 庁舎概要
千葉北警察署庁舎
- 竣工年：1994年
- 延床面積：2,874m²
- 構造/規模：RC造、地上3階

千葉北警察署車庫
- 竣工年：1994年
- 延床面積：667m²
- 構造/規模：RC造、地上2階

## 沿革
- 1994年（平成6年）3月：開署。

## 交番
- 穴川交番（千葉市稲毛区穴川4丁目13番21号）
- 柏台交番（千葉市稲毛区柏台1番地の26）
- こてはし台交番（千葉市花見川区こてはし台5丁目9番1号）
- 作草部交番（千葉市稲毛区作草部1丁目17番1号）
- 作新台交番（千葉市花見川区作新台6丁目19番33号）
- 長沼交番（千葉市稲毛区長沼町28番地）
- 畑交番（千葉市花見川区畑町1334番地）
- 花見川交番（千葉市花見川区花見川9番3号）
- 宮野木交番（千葉市花見川区宮野木台3丁目6番17号）
- 山王交番（千葉市稲毛区山王町379番地9）